# Pheidole sinaitica
Pheidole sinaitica är en myrart som beskrevs av Mayr 1862. Pheidole sinaitica ingår i släktet Pheidole och familjen myror.

## Underarter
Arten delas in i följande underarter:
- P. s. santschii
- P. s. sinaitica